# مبارك العرو
مبارك زيد العرو المطيري (30 مايو 1977 -) سياسي كويتي، نائب سابق في مجلس الأمة الكويتي، ووزير الشؤون الاجتماعية والتنمية المجتمعية ووزير دولة لشؤون الإسكان والتطوير العمراني السابق منذ 28 ديسمبر 2021 حتى 1 أغسطس 2022.

## سيرته
مبارك العرو حاصل ليسانس حقوق ـ ومحامٍ أمام المحكمة الدستورية والتمييز وضابط متقاعد من القضاء العسكري - وزارة الدفاع، عضو جمعية المحامين الكويتية، وباحثًا قانونيًا في "وزارة المالية"، ومُحاميًا في "شركة النقل العام الكويتية"، شارك في انتخابات مجلس الأمة الكويتي عام 2020 وحصل على المركز السابع في الدائرة الثالثة برصيد 2,982 صوت وفاز بالانتخابات.

## مجلس الأمة 2020
| رفع الحصانة عن النائب شعيب المويزري في شكوى رئيس المجلس | موافق |
| رفع الحصانة عن النائب محمد المطير                       | موافق |
| رفع الحصانة عن النائب ثامر السويط                       | موافق |
| رفع الحصانة عن النائب خالد مؤنس العتيبي                 | موافق |